# Dispositiu digital de micromirall
Un dispositiu digital de micromirall o DMD (sigles angleses de Digital Micromirror Device) és un tipus de semiconductor òptic. És la base de la tecnologia de projecció DLP i fou desenvolupat en 1987 per Larry Hornbeck i William E. Nelson de Texas Instruments. El projecte DMD va començar en 1977 anomenant-se Deformable Mirror Device (dispositiu de mirall deformable) i fent servir moduladors de llum analògics micromecànics. EL primer producte que incorporava un DMD analògic va ser la impressora de bitllets d'avió TI DMD200 que s'usava en lloc d'un escàner làser. S'utilitza en Televisió d'alta definició (HDTV), Disc Hologràfic Versàtil (HVD) o vídeo-cascos (HMD-Head Mounted Displays).

## Estructura

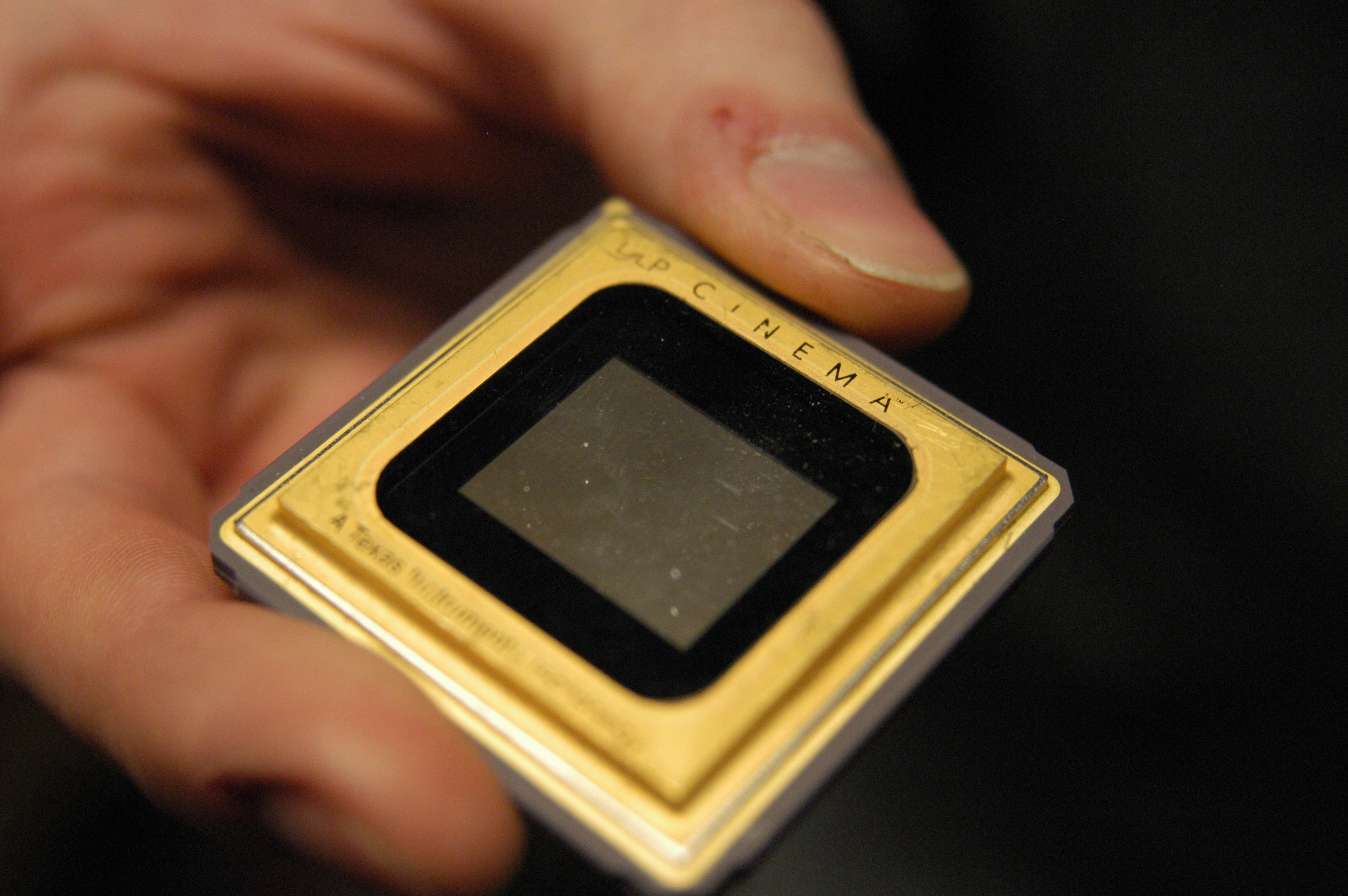
Matriu de micromiralls (DMD) d'un DLP de Texas Instruments

Un DMD té una superfície de diversos centenars de milers de miralls microscòpics distribuïts en una matriu rectangular i que es corresponen amb els píxels de la imatge que es vol mostrar. Cada micromirall pot girar entre ±10-12° per col·locar-lo en una posició de "encès o apagat". En la posició d'encès, la llum procedent de la llampara del projector es reflecteix en les lents de l'aparell dent que el píxel corresponent brilli a la pantalla. En la posició "apagat" la llum es dirigeix cap a una altra part, habitualment cap a un dissipador de calor, fent que el píxel es mantingui obscur. Per generar una escala de grisos, es fa oscil·lar el mirall, molt ràpidament, entre les dues posicions límits d'encès i apagat. Depenent del temps que està en una posició i en l'altra es determina el to de gris a la pantalla (modulació per amplada del polsos binari) Els DMD actuals poden reproduir una escala de 1024 tons de grisos. Els miralls són d'alumini de 16 micròmetres d'ample. Cadascun dees fixat en un jou constats a dos postes de suport fent la funció de frontisses de torsió. En aquest tipus de frontisses, l'eix es fixa pels dos extrems i, literalment, la part central se retorça (com es pot observar a la part superior). Gràcies a l'escala tant reduïda a la que es treballa, la fatiga del material no és un problema i els assaigs realitzats han demostrat que, després d'un bilió de cicles (1012), no es produeixen danys apreciables. Igualment, s'ha comprovat que els cops i vibracions normals no afecten en ser absorbits per la carcassa del DMD.

## Funcionament
Dos parells d'elèctrodes, situats a cada costat de la frontisses, controlen la posició del mirall mitjançant l'atracció electroestàtica. El primer parell actua sobre el jou i el segon directament sobre el mirall. La major part del temps s'aplica, simultàniament, la mateixa càrrega elèctrica als dos costats. En lloc de col·locar el mirall a la posició central com es podria pensar a primera vista, aquesta situació el manté fix a la posició actual. És així perquè la força d'atracció al costat cap al qual el mirall és inclinat és major, ja que és més a prop dels elèctrodes. Per moure el mirall, en primer lloc es carrega l'estat desitjat a una cel·la de memòria SDRAM ubicada sota del píxel i connectada també als elèctrodes. Llavors es retira el voltatge aplicat als elèctrodes fent que sigui la càrrega situada a la cel·la SDRAM la que prevalgui i es mogui el mirall a l'estat desitjat. Quan es restableix el voltatge, el mirall queda fix en aquesta posició, podent carregar el següent moviment a la cel·la. L'ús d'aquest sistema redueix el voltatge necessari per moure els píxels en ser aplicat directament des de la memòria SDRAM, també cal dir que el voltatge pot ser retirat al mateix temps de tot el xip, de manera que tots els miralls es mouen a la vegada. D'aquesta manera s'aconsegueix una sincronització més exacta i un moviment de la imatge més realista.